# Artvin
Artvin là thành phố tỉnh lỵ (merkez ilçesi) của tỉnh Artvin, Thổ Nhĩ Kỳ. Huyện có diện tích 1085 km² và dân số thời điểm năm 2007 là 32827 người, mật độ 30 người/km².

## Khí hậu
| Dữ liệu khí hậu của Artvin                   | Dữ liệu khí hậu của Artvin | Dữ liệu khí hậu của Artvin | Dữ liệu khí hậu của Artvin | Dữ liệu khí hậu của Artvin | Dữ liệu khí hậu của Artvin | Dữ liệu khí hậu của Artvin | Dữ liệu khí hậu của Artvin | Dữ liệu khí hậu của Artvin | Dữ liệu khí hậu của Artvin | Dữ liệu khí hậu của Artvin | Dữ liệu khí hậu của Artvin | Dữ liệu khí hậu của Artvin | Dữ liệu khí hậu của Artvin |
| Tháng                                        | 1                          | 2                          | 3                          | 4                          | 5                          | 6                          | 7                          | 8                          | 9                          | 10                         | 11                         | 12                         | Năm                        |
| -------------------------------------------- | -------------------------- | -------------------------- | -------------------------- | -------------------------- | -------------------------- | -------------------------- | -------------------------- | -------------------------- | -------------------------- | -------------------------- | -------------------------- | -------------------------- | -------------------------- |
| Cao kỉ lục °C (°F)                           | 18.9 (66.0)                | 21.5 (70.7)                | 28.4 (83.1)                | 34.4 (93.9)                | 36.4 (97.5)                | 39.0 (102.2)               | 42.0 (107.6)               | 43.0 (109.4)               | 39.5 (103.1)               | 33.9 (93.0)                | 27.9 (82.2)                | 20.9 (69.6)                | 43.0 (109.4)               |
| Trung bình ngày tối đa °C (°F)               | 6.3 (43.3)                 | 8.3 (46.9)                 | 12.4 (54.3)                | 17.8 (64.0)                | 21.9 (71.4)                | 24.3 (75.7)                | 25.8 (78.4)                | 26.3 (79.3)                | 23.9 (75.0)                | 19.7 (67.5)                | 13.4 (56.1)                | 7.9 (46.2)                 | 17.3 (63.1)                |
| Trung bình ngày °C (°F)                      | 2.6 (36.7)                 | 3.8 (38.8)                 | 7.0 (44.6)                 | 11.8 (53.2)                | 16.0 (60.8)                | 18.9 (66.0)                | 20.9 (69.6)                | 21.1 (70.0)                | 18.3 (64.9)                | 14.2 (57.6)                | 9.0 (48.2)                 | 4.4 (39.9)                 | 12.3 (54.1)                |
| Tối thiểu trung bình ngày °C (°F)            | −0.2 (31.6)                | 0.4 (32.7)                 | 2.9 (37.2)                 | 7.1 (44.8)                 | 11.3 (52.3)                | 14.4 (57.9)                | 16.9 (62.4)                | 17.2 (63.0)                | 14.2 (57.6)                | 10.3 (50.5)                | 5.7 (42.3)                 | 1.7 (35.1)                 | 8.5 (47.3)                 |
| Thấp kỉ lục °C (°F)                          | −16.1 (3.0)                | −11.9 (10.6)               | −9.8 (14.4)                | −7.1 (19.2)                | −0.6 (30.9)                | 3.7 (38.7)                 | 9.5 (49.1)                 | 9.5 (49.1)                 | 4.2 (39.6)                 | −1.6 (29.1)                | −8.2 (17.2)                | −10.8 (12.6)               | −16.1 (3.0)                |
| Lượng mưa trung bình mm (inches)             | 84.1 (3.31)                | 71.3 (2.81)                | 59.2 (2.33)                | 53.3 (2.10)                | 53.1 (2.09)                | 49.1 (1.93)                | 30.6 (1.20)                | 29.4 (1.16)                | 37.7 (1.48)                | 61.1 (2.41)                | 74.7 (2.94)                | 86.2 (3.39)                | 689.8 (27.16)              |
| Số ngày mưa trung bình                       | 12.4                       | 11.1                       | 13.6                       | 14.1                       | 16.1                       | 14.6                       | 9.8                        | 10.0                       | 10.3                       | 12.3                       | 11.8                       | 11.6                       | 147.7                      |
| Số giờ nắng trung bình tháng                 | 71.3                       | 93.2                       | 136.4                      | 156.0                      | 198.4                      | 213.0                      | 207.7                      | 213.9                      | 192.0                      | 145.7                      | 93.0                       | 65.1                       | 1.785,7                    |
| Số giờ nắng trung bình ngày                  | 2.3                        | 3.3                        | 4.4                        | 5.2                        | 6.4                        | 7.1                        | 6.7                        | 6.9                        | 6.4                        | 4.7                        | 3.1                        | 2.1                        | 4.9                        |
| Nguồn: Cơ quan Khí tượng Nhà nước Thổ Nhĩ Kỳ |                            |                            |                            |                            |                            |                            |                            |                            |                            |                            |                            |                            |                            |